# Sarpourenx
Sarpourenx ist eine französische Gemeinde mit 290 Einwohnern (Stand 1. Januar 2022) im Département Pyrénées-Atlantiques in der Region Nouvelle-Aquitaine (vor 2016: Aquitanien). Die Gemeinde gehört zum Arrondissement Pau und zum Kanton Le Cœur de Béarn (bis 2015: Kanton Lagor).
Der Name leitet sich vom gascognischen Wort sarpoth (deutsch Feldthymian) ab. Die Bewohner werden Sarpourenois und Sarpourenoises genannt.

## Geographie
Sarpourenx liegt ca. 40 km nordwestlich von Pau in der historischen Provinz Béarn.
Umgeben wird der Ort von den Nachbargemeinden:
|           | Castétis                                    |          |
| Biron     | Kompassrose, die auf Nachbargemeinden zeigt | Argagnon |
| Castetner |                                             | Maslacq  |

Sarpourenx liegt im Einzugsgebiet des Flusses Adour am linken Ufer des Gave de Pau. Sein Nebenfluss, der Ruisseau de Géu Mort, durchströmt das Gebiet der Gemeinde ebenso wie der Arriou de Barran.

## Geschichte
Das Gebiet der heutigen Gemeinde war im Ancien Régime in fünf Domenjadures, von Abgaben befreite Adelshäuser, aufgeteilt, wovon eines einem Laienkloster entsprach. Dennoch gab es keine Burg oder Schloss in Sarpourenx. Bei der Volkszählung des Béarn im Jahre 1385 wurden 25 Haushalte gezählt, und das Dorf gehörte zur Bailliage von Larbaig. Jahrhunderte später verschwanden einige Domenjadures oder wechselten ihren Namen. Das bedeutendste Adelshaus ist das Laienkloster von Moulia. Das Haus Malardenx hingegen ist im 18. Jahrhundert umgewandelt und vergrößert worden. Es trug fortan den Namen Beryes und sein Grundherr hatte das Privileg zum Besitz eines Taubenschlags.
Toponyme und Erwähnungen von Sarpourenx waren:
- Sarporencx (1385, Volkszählung im Béarn),
- Sarporencxs und Sarporenxs (1538 bzw. 1546, réformation de Béarn, Manuskriptsammlung des 16. bis 18. Jahrhunderts),
- Sarpourenx (1750, Karte von Cassini),
- Sarpoureux (1793 und 1801, Notice Communale bzw. Bulletin des Lois) und
- Sarpourenx (1863, Dictionnaire topographique du département des Basses-Pyrénées).[4][5][6]

### Einwohnerentwicklung
Die Gemeinde erreichte einen Höchststand ihrer Größe mit rund 330 Einwohnern in der ersten Hälfte des 19. Jahrhunderts. In der Folge reduzierte sich die Einwohnerzahl bei kurzen Erholungsphasen bis zu den 1930er Jahren auf 150. In der Folge setzte eine robuste Wachstumsphase ein, die bis heute andauert.
| Jahr      | 1962 | 1968 | 1975 | 1982 | 1990 | 1999 | 2006 | 2009 | 2022 |
| --------- | ---- | ---- | ---- | ---- | ---- | ---- | ---- | ---- | ---- |
| Einwohner | 199  | 205  | 199  | 208  | 220  | 240  | 258  | 272  | 290  |

## Sehenswürdigkeiten
- Pfarrkirche Saint-Pierre-aux-Liens, gewidmet Sankt Peter in Ketten. Die von einem Friedhof umsäumte Kirche ist im 14. Jahrhundert als Neubau einer früheren Kirche errichtet worden. Das einschiffige Langhaus und der Glockengiebel des Vorgängerbaus sind hierbei bewahrt worden. Während der Reformation wurde sie aufgegeben, im 18. Jahrhundert restauriert. Im Kircheninneren ist das Tonnengewölbe aus Holz in jüngster Zeit restauriert. Vier kleine Glasfenster mit floralen Motiven spenden dem Innenraum Licht. Das Glasfenster im Okulus in der Apsis zeigt eine Büste des Apostels Petrus, befreit von den Ketten. Das steinerne Taufbecken der Kirche ist jüngeren Datums. Das Weihwasserbecken ebenfalls aus Stein ruht auf einer Säule.[8]

- Rathaus von Sarpourenx. Aufgrund seiner Architektur wird es im Béarner Dialekt clouque (deutsch Huhn) genannt. Die obere Partie erinnert an den Körper eines Huhns, die tieferen Seiten an seine Flügel, die die Küken beschützen.[9]

- Schule von Sarpourenx. Das Schulgebäude und das dahinter befindliche Haus des Lehrers sind im 19. Jahrhundert errichtet und 1883 gleichzeitig restauriert worden. Die Decken des Schulgebäudes wurden erhöht und die Fenster vergrößert. Das Lehrerhaus wurde in der Länge und in der Breite vergrößert und 2009 erneut restauriert. Beide Gebäude entsprechen der traditionellen Béarner Architektur mit ihren Walmdächern mit hoher Neigung.[10][11]

- Haus Beyries. Es wurde seit 1675 erwähnt und ist heute mit seiner verputzten Fassade in einem guten Zustand. Im 19. Jahrhundert ließ der neue Besitzer Umbauarbeiten an dem Haus vornehmen.[12]

- Haus Layus. Es ist im Jahre 1833 errichtet worden. Seine unverputzte Fassade lässt die Kieselsteine erkennen, mit denen sie gebaut wurde. Das zweistöckige Gebäude besitzt ein mit Flachziegeln gedecktes Dach. Das Haus ist umsäumt von landwirtschaftlichen Gebäuden, die offensichtlich aus der gleichen Zeit datieren. Diese sind mit Bausteinen in einem Binderverband erhöht worden, d. h. die Steine liegen mit ihrer Schmalseite in der Mauerflucht. Diese Bauweise ist ungewöhnlich für die Region, aber in Sarpourenx ziemlich verbreitet.[13]

- Haus Marlat. Es wurde nach der Eröffnung der Route départementale vermutlich im späten 19. Jahrhundert errichtet. Es erstreckt sich parallel zur Straße und seine Hauptfassade weist im Osten in Richtung des Gartens. Die westliche Fassade, die auf den Innenhof des Bauernhofs weist, ist fensterlos. Das Wohnhaus, die landwirtschaftlichen Nebengebäude und die umgebende Mauer besitzen ein Sichtmauerwerk aus Kieselsteinen. Das Eingangstor, das zum Garten und damit zum Haupthaus führt, ist mit einem Dach aus Holzlatten ausgestattet.[14]

## Wirtschaft und Infrastruktur

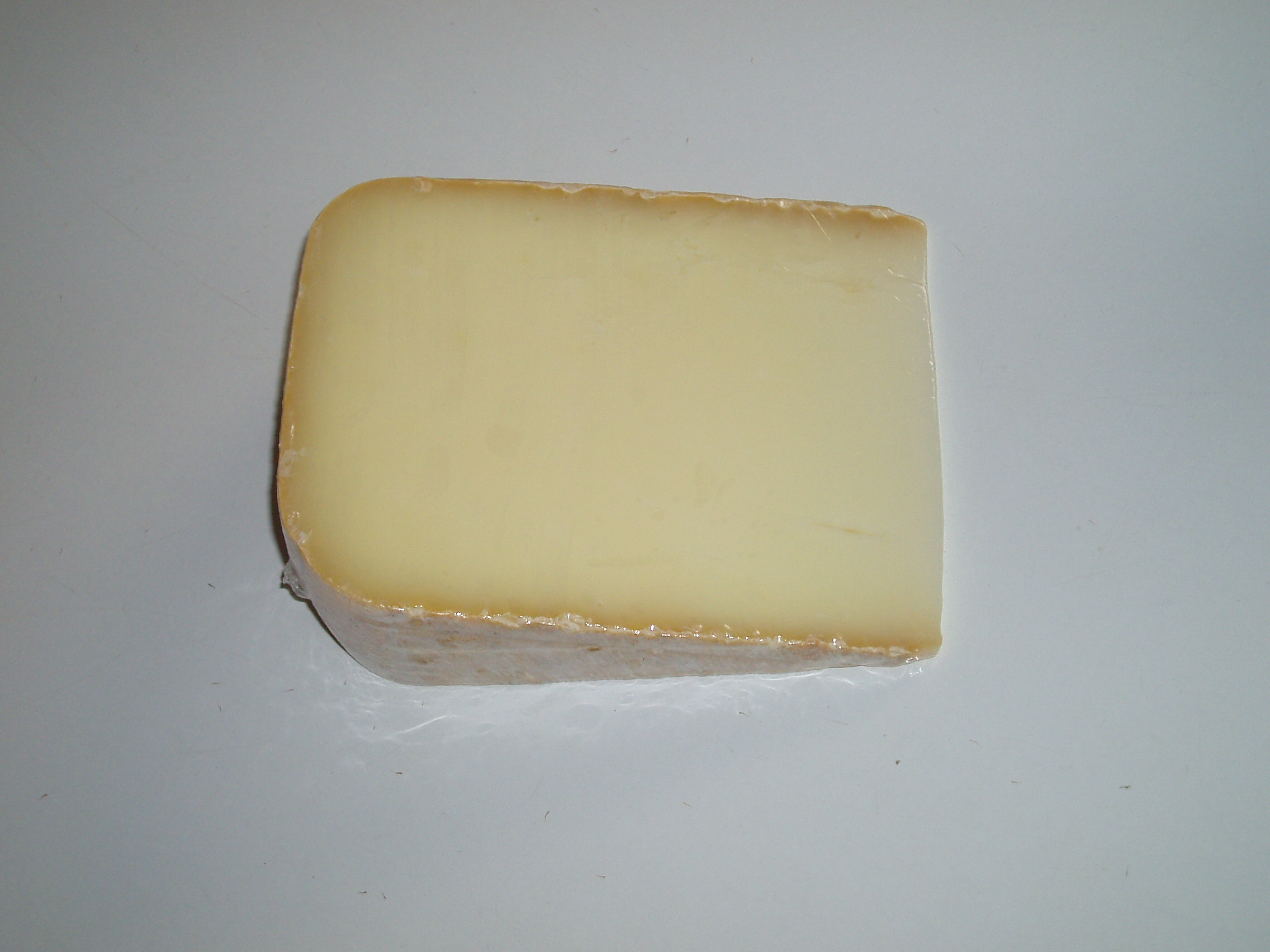
Ossau-Iraty

Sarpourenx liegt in der Zone AOC des Ossau-Iraty, eines traditionell hergestellten Schnittkäses aus Schafmilch.
Es gibt einen Betrieb in Sarpourenx zur Aufzucht von Fleischtauben. In einem Verkaufsraum ist das Geflügel in allen Formen erhältlich.

### Verkehr
Sarpourenx wird von der Route départementale 9 durchquert.
Die Autoroute A64, genannt La Pyrénéenne, durchquert ebenfalls das Gemeindegebiet, allerdings ohne direkte Ausfahrt zum Ort. Die am nächsten gelegene Ausfahrt 8 ist ca. 3,5 km entfernt und bedient die Nachbargemeinde Biron.